# Jaroslav Tuček
Jaroslav Tuček, né le 24 août 1882 à Prague, alors partie de l'Autriche-Hongrie (date de décès inconnue), est un escrimeur tchécoslovaque ayant d'abord représenté la Bohême (sous le pseudonyme de Jaroslav Šourek) aux Jeux olympiques. Il pratiquait l'épée et le sabre.

## Carrière
Le jeune Tuček fut l'un des membres fondateurs du club d'escrime de Riegel, à Prague en 1902, qui lui-même fera partie des fondateurs de la Fédération internationale d'escrime plus tard. Il en sera le président de 1910 à 1921.
Il fit partie de la délégation de Bohême aux Jeux olympiques d'été de 1908 à Londres, âgé de 25 ans et participant aux compétitions d'épée individuelle et de sabre individuel et par équipes. Il eut plus de succès à l'épée, remportant quatre victoires pour deux défaites lors du premier tour de poules et se qualifiant ainsi pour le second où, 
avec une seule victoire pour trois défaites, son parcours s'arrêta. Au sabre, son parcours s'est arrêté dès le premier tour, battu à quatre reprises pour une seule victoire. Par équipes, il décrocha une honorable médaille de bronze, participant à la rencontre face aux favoris hongrois. La Bohême fit mieux que résister, s'inclinant par 7 victoires à 9 à la Hongrie. Sur ses quatre matchs, Tuček ne fut vainqueur que d'un seul.
Après la Première Guerre mondiale, il prit part aux Jeux d'Anvers en 1920, cette fois sous les couleurs tchécoslovaques et uniquement au sabre individuel. Il n'eut cependant pas plus de succès qu'en 1908, s'arrêtant au premier tour de poules avec un bilan de trois victoires pour cinq défaites.

## Palmarès
- Jeux olympiques
  -  Médaille de bronze par équipes aux Jeux olympiques de 1908 à Londres